# Abjan
Abjan (arab. أبين) – jedna z 21 jednostek administracyjnych Jemenu, położona w południowej części kraju. Według danych z 2017 roku liczyła ok. 624 tys. mieszkańców.